# Loserhütte
Die Loserhütte ist eine Schutzhütte der Sektion Ausseerland des Österreichischen Alpenvereins im Toten Gebirge im Steirischen Salzkammergut in Österreich.

## Lage und Landschaft
Die Loserhütte liegt auf 1498 m ü. A. Seehöhe auf der Südseite des Losermassivs über Altaussee (727 m) und dem Altausseer See. Sie befindet sich direkt unterhalb vom Hochanger (1838 m). Die Hütte hat beste Aussicht über das ganze Ausseerland (Ausseer Becken).

## Geschichte
Die Hütte wurde im Jahr 1882 von der Sektion Bad Aussee des DuOeAV erbaut. Sie war schon in der beginnenden Sommerfrischezeit ein beliebter Ausflugsort.
1954–1958 wurde die Hütte erweitert. 1970–1975 wurde die Loserstraße gebaut, und in Folge entstand hier auch das kleine Schigebiet. Seither liegt die Loserhütte etwas unterhalb der Mittelstation auf den Hochanger.
1986 wurde die Loserhütte neuerlich modernisiert.

## Tourenmöglichkeiten und Wintersport

### Zustieg
- von Altaussee (719 m) in ca. 2 Stunden

Die Hütte ist über die Loser Panoramastraße von Altaussee aus mit dem Auto erreichbar, die von Ramsau an der Augstalm und der Loserhütte vorbei noch ein Stück weiter zur Loseralm am Augstsee führt. Sie wird als Mautstraße betrieben.

### Gipfelbesteigungen
- Loser (1837 m) in ca. 1 Stunde
- Hochanger (1838 m) in ca. 1 Stunde
- Bräuningzinken (1899 m) in ca. 1½ Stunden

### Übergänge
Die Hütte liegt am Nordalpenweg (Österreichischer Weitwanderweg 01 vom Neusiedler See zum Bodensee).
- zum Albert-Appel-Haus (1638 m) über Karl-Stöger-Steig in ca. 5 Stunden
- zur Wildenseehütte (1525 m) in ca. 4 Stunden
- zur Pühringerhütte (1637 m) in ca. 8 Stunden

### Weitere Tourenziele
- Augstsee
- Loserfenster, Geotop

### Lifte
Von der Skiarena Ramsau führt die Sesselbahn (Loser-Jet) auf die Augstalm, nach kurzer Abfahrt erreicht man die zweite Loser-Sesselbahn, oberhalb der Loserhütte beginnt die Sesselbahn Loserfenster zum etwas östlich vom Gipfel des Hochanger gelegenen Loserfenster.